# 比尔格韦斯滕霍夫
比尔格韦斯滕霍夫是奥地利下奥地利州诺因基兴县的一个市镇。总面积25.12平方公里，总人口165人，人口密度6.6人/平方公里（2005年）。